# Prainha (Angra do Heroísmo)
Prainha, Angra do Heroísmo.

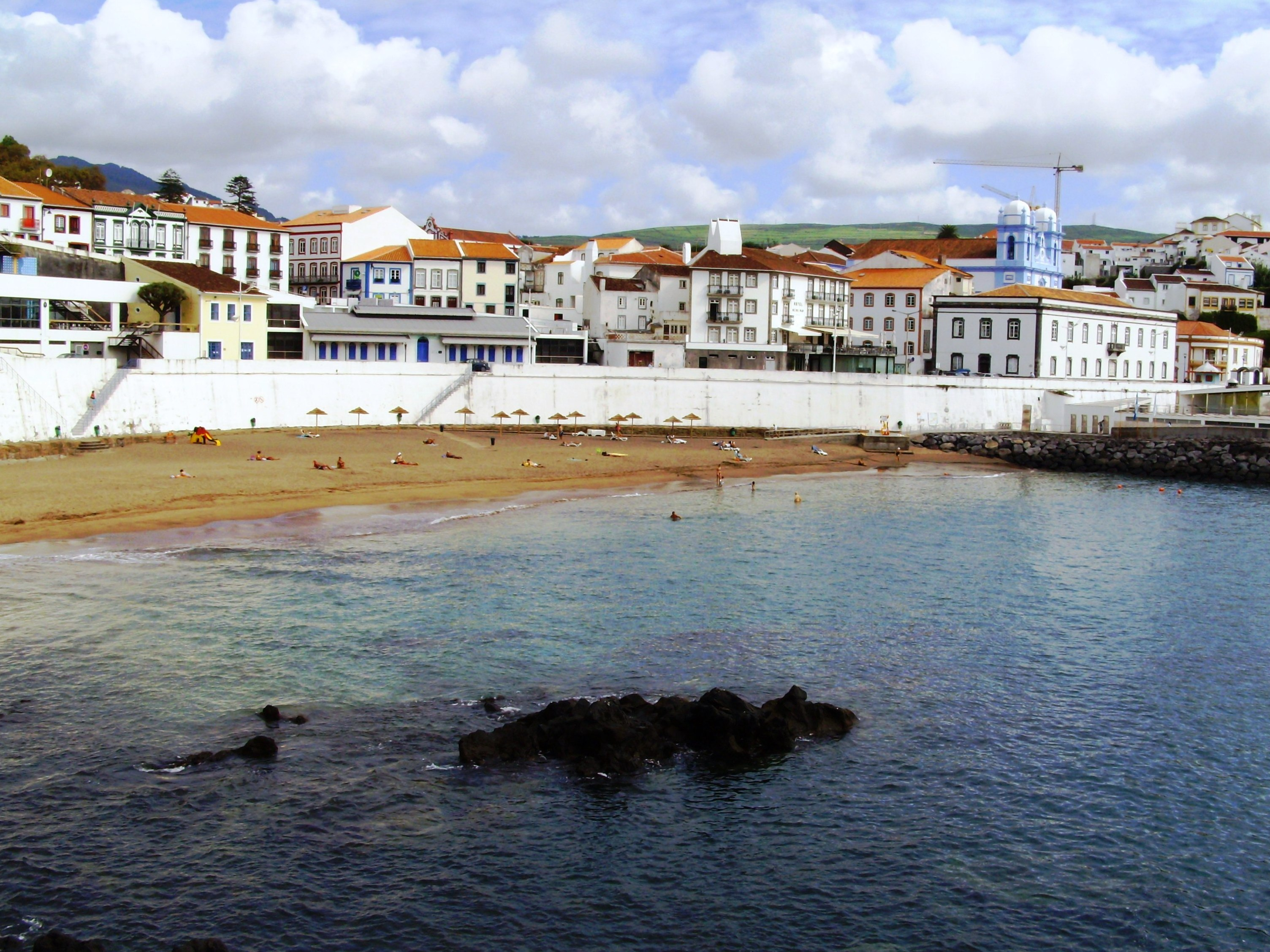
Prainha.

A chamada Prainha de Angra do Heroísmo localiza-se no Centro Histórico de Angra do Heroísmo, na parte Norte da baía, à freguesia da Sé, município de Angra do Heroísmo, ilha Terceira, Açores.
Possivelmente por ser a única praia de areia da baía de Angra, foi durante séculos utilizada, conjuntamente com o varadouro do que é actualmente o Porto das Pipas, como local de manutenção e restauro das caravelas, naus, bergantins, galeões e outras embarcações que aqui atracavam vindas da Índia, África e das Américas, particularmente do Brasil, carregadas de especiarias, ouro e prata.
É vizinha da Marina de Angra do Heroísmo, das Portas da Cidade, do Cais da Alfândega (primeiro cais da cidade), do Porto de Pipas, do Clube Náutico, da Fortaleza de São João Baptista da Ilha Terceira e tem como pano de fundo o Forte de São Sebastião.